# Бронка (станция)
Бро́нка — железнодорожная станция Октябрьской железной дороги. Находится напротив южной оконечности Дамбы на берегу Финского залива.
В декабре 2005 года между станцией Бронка и Московским шоссе начато строительство второй очереди (Западного полукольца) петербургской кольцевой автомобильной дороги. В январе 2011 года начато строительство многофункционального морского перегрузочного комплекса «Бронка» в районе станции Бронка. По завершении строительства КАД территория станции была облагорожена, убраны кусты, сделан проход к станции.
Станция должна будет обслуживать строящийся Ломоносовский грузовой терминал.
В 2023 году согласована концепция Юго-Западного железнодорожного обхода Санкт-Петербурга, который свяжет станции Бронка и Владимирская.
На платформе отсутствуют билетные кассы.